# Palhers
Palhers là một xã ở tỉnh Lozère trong vùng Occitanie, phía nam nước Pháp. Khu vực này có độ cao trung bình 685 mét trên mực nước biển.